# Bitva o Berďansk
Bitva o Berďansk bylo vojenské střetnutí mezi ozbrojenými silami Ukrajiny a ozbrojenými silami Ruské federace během ruské invaze na Ukrajinu.

## Bitva
Dne 26. února 2022 ruské jednotky dobyly letiště Berďansk. Následujícího dne ruské jednotky převzaly plnou kontrolu nad městem. V reakci na to část místního obyvatelstva protestovala proti okupaci za zpěvu národní hymny.

## Útok na ruské výsadkové lodě
Počínaje 14. březnem byl přístav Berďansk ruskými jednotkami využíván jako důležitý logistický uzel zejména pro podporu bitvy o Mariupol. Ruská média informovala 21. března o příjezdu výsadkových lodí do města. Důstojník ruského námořnictva to popsal jako přelomovou událost, která otevře logistické možnosti Černomořskému loďstvu.
K útoku na ruské výsadkové lodě došlo 24. března v 7.45. Následný požár na palubě výsadkové lodi třídy Alligator Saratov způsobil velkou explozi, protože plavidlo bylo zřejmě naloženo municí. Rusko oznámilo potopení lodi pouze z důvodu požáru a explozí.
Exploze také způsobila poškození dvou blízkých výsadkových lodí třídy Ropucha, Cezar Kunikov a Novočerkassk. Obě tyto lodě následně z přístavu unikly a vrátily se na Krym. Explozí byly také poškozeny velké ropné nádrže na molu a nedaleká obchodní loď, která tam kotvila již před invazí.

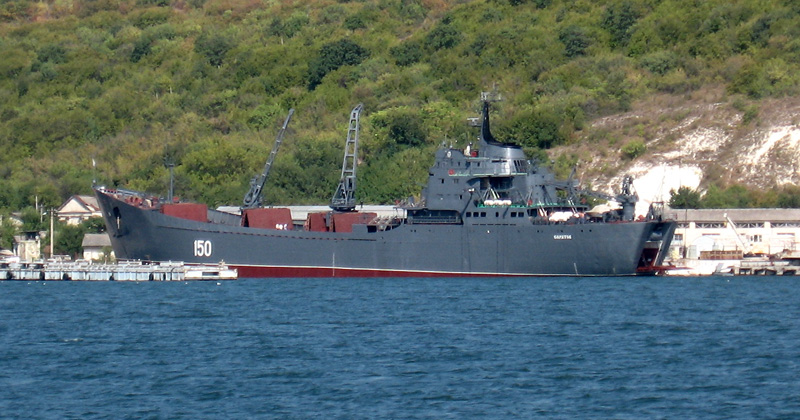
Ruská výsadková loď Projekt 1171 Saratov v Sevastopolu v roce 2007

Ukrajinští představitelé uvedli, že útok byl proveden taktickou balistickou střelou OTR-21 Točka.

### Následky útoku
Satelitní snímky později potvrdily, že výsadková loď Saratov byla potopena v přístavu a její nástavba byla viditelná i nad hladinou.
Nepotvrzené zprávy naznačovaly, že bylo zabito osm členů posádky na lodi Cezar Kunikov a tři na lodi Novočerkassk, ale ztráty na Saratovu hlášeny nebyly.
Britská rozvědka uvedla, že potopení Saratova poškodilo důvěru ruského námořnictva v operace v blízkosti ukrajinského pobřeží.